# Diptyque

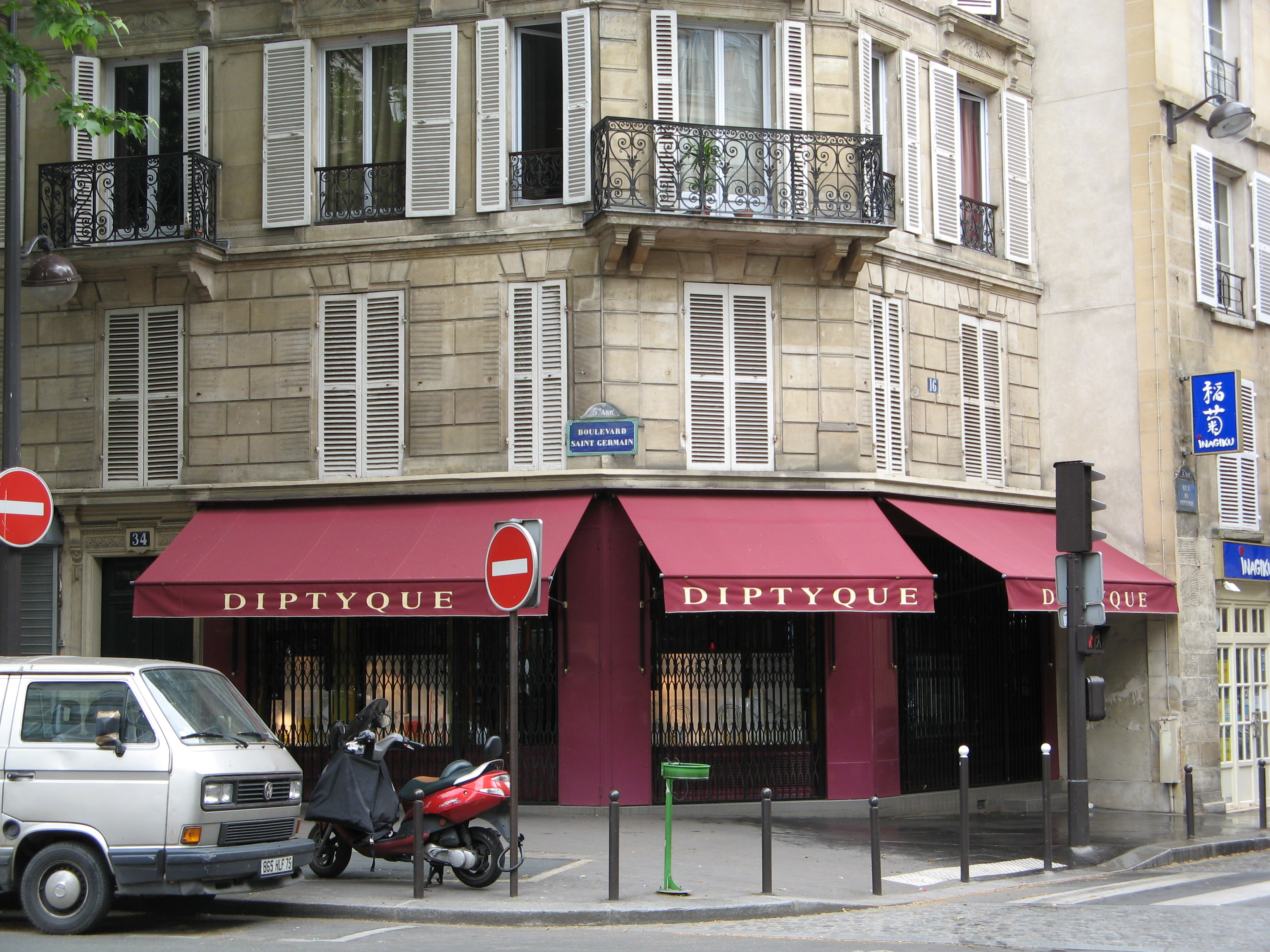
Hauptsitz am Boulevard Saint-Germain 34, Paris

Diptyque (französisch Diptychon ‚zweiteilig‘) ist ein weltweit bekannter Pariser Parfümhersteller, der 1961 gegründet wurde.
Alle Eaux de Toilette sind als Unisex-Düfte entworfen worden. Die weltweit bekanntesten Eaux de Toilette sind Philosykos (deutsch: „Feigenfreund“, neugriechisch: φιλόσυκος), Do Son (Stadtquartier von Hải Phòng in Vietnam) sowie L’eau (deutsch: „Das Wasser“ in Anlehnung an die ersten Potpourris im 16. Jahrhundert).

## Geschichte
Die Firma wurde 1961 von Desmond Knox-Leet, Christiane Gautrot und Yves Coueslant gegründet. Sie eröffneten ein Ladengeschäft am Boulevard Saint-Germain in Paris. Zuerst boten sie verschiedene Stoffe, Wohnmöbel und auch englische Parfums an. Im Jahr 1963 wurde die erste Duftkerze als Eigenkreation angeboten. Erst 1968 führte der Laden das erste eigene Eau de Toilette mit Namen L’eau im Sortiment. Ab diesem Zeitpunkt änderte sich die Firmenstrategie und der Verkauf von Eaux de Toilette, Raumdüfte und Duftkerzen wurde zum Hauptgeschäft. Im Jahr 2005 wurde die Firma Diptyque von dem Aktienfonds Manzanita Capital Ltd. in London gekauft.
Das Ladengeschäft ist immer noch der Hauptsitz der Firma und steht auf dem Etikett jeder Parfümflasche. In Paris besitzt die Firma drei weitere Boutiquen. Weitere Boutiquen findet man auch in London, Basel, Berlin, New York City, Mailand und San Francisco.

## Sortiment

Eine Auswahl des Sortiments

- Mehrere Duftkerzen mit einer Auswahl von verschiedenen Duftnotenarten (z. B.: blumig, fruchtig, krautig, holzig und würzig)
- Raumdüfte mit ebenfalls einer Auswahl verschiedener Duftnoten
- Eau de Toilette: L’eau (1968), L’autre (1973), L’eau trois (1975), L’ombre dans l’eau (1983), Eau lente (1986), Olène  (1988), Eau D’Élide (1988), Virgilio (1990), Philosykos (1996), Ofrésia (1999), Opône (2000), Oyédo (2000), Jardin clos (2003), Tam Dao (2003), Do Son (2005), Eau de lierre (2006)
- Vinaigre de Toilette: ein Eau de Toilette, das auf Essig basiert
- Parfümierte Seifen